# Jiří Hrdlička (politik)
Jiří Hrdlička (8. listopadu 1921 České Budějovice – ?) byl český a československý politik Československé strany socialistické, poslanec Sněmovny národů Federálního shromáždění a České národní rady za normalizace.

## Biografie
Původním povoláním byl redaktor, bytem České Budějovice. Absolvoval gymnázium s maturitou a tříleté studium VÚML. K roku 1969 se profesně uvádí jako redaktor listu Svobodné slovo. Působil coby místopředseda Krajského výboru Národní fronty a předseda Krajského výboru ČSS v Českých Budějovicích. Bylo mu uděleno vyznamenání Za zásluhy o tisk a vyznamenání Za vynikající práci. V České národní radě pracoval v její kulturní komisi.
Po provedení federalizace Československa usedl v lednu 1969 do Sněmovny národů Federálního shromáždění. Do federálního parlamentu ho nominovala Česká národní rada. Ve FS setrval do konce funkčního období parlamentu, tedy do voleb roku 1971.
Dlouhodobě pak působil v České národní radě. Mandát v ní obhájil ve volbách roku 1971, volbách roku 1976 a volbách roku 1981.